# Slag bij Santiago de Cuba

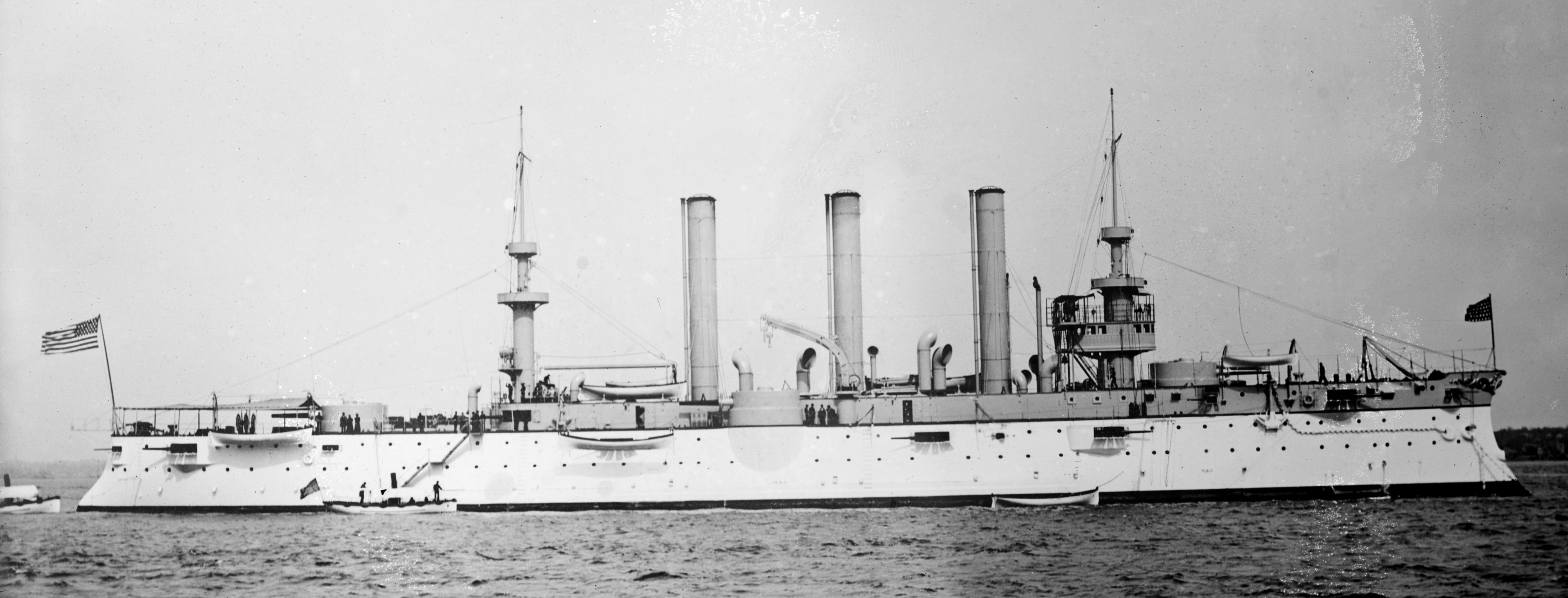
Pantserschip USS Blooklyn

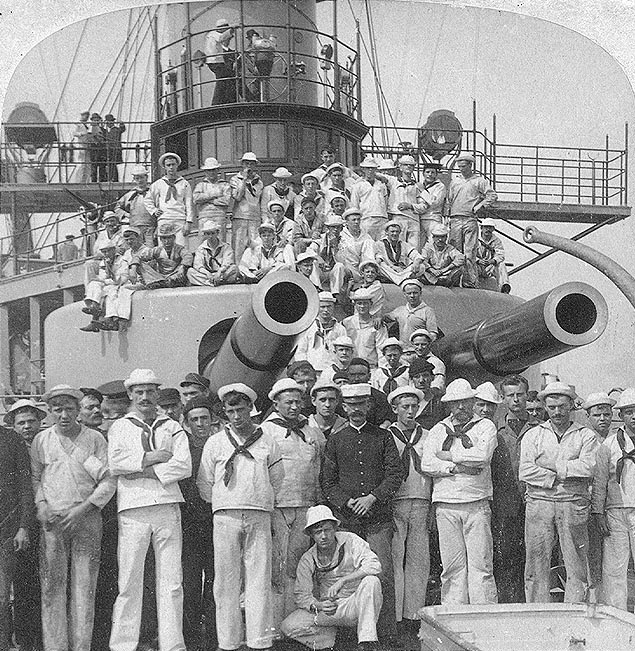
Bemanning op USS Iowa (1898)

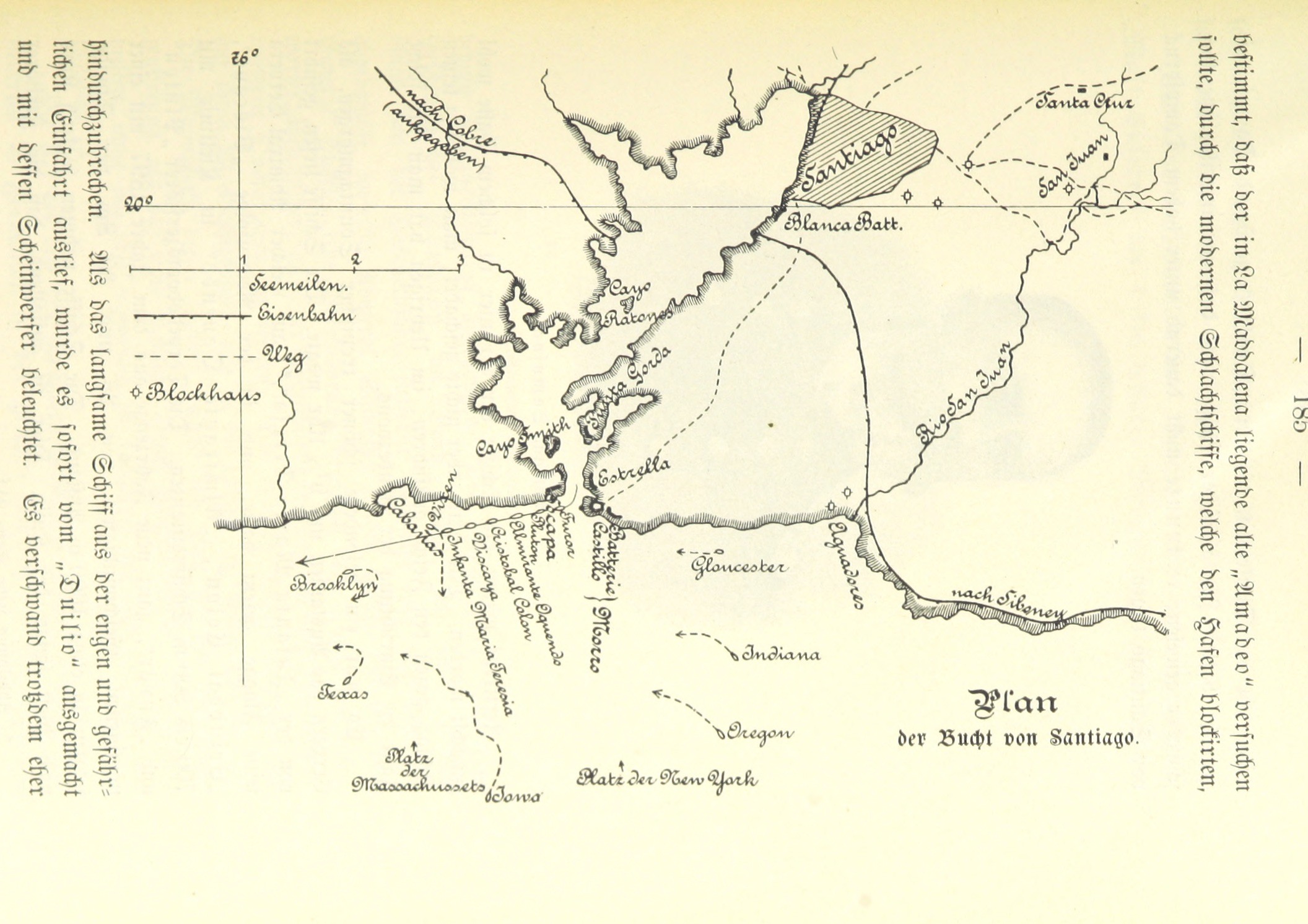
Kaart met posities en vaarroutes van de schepen aan het begin van de slag

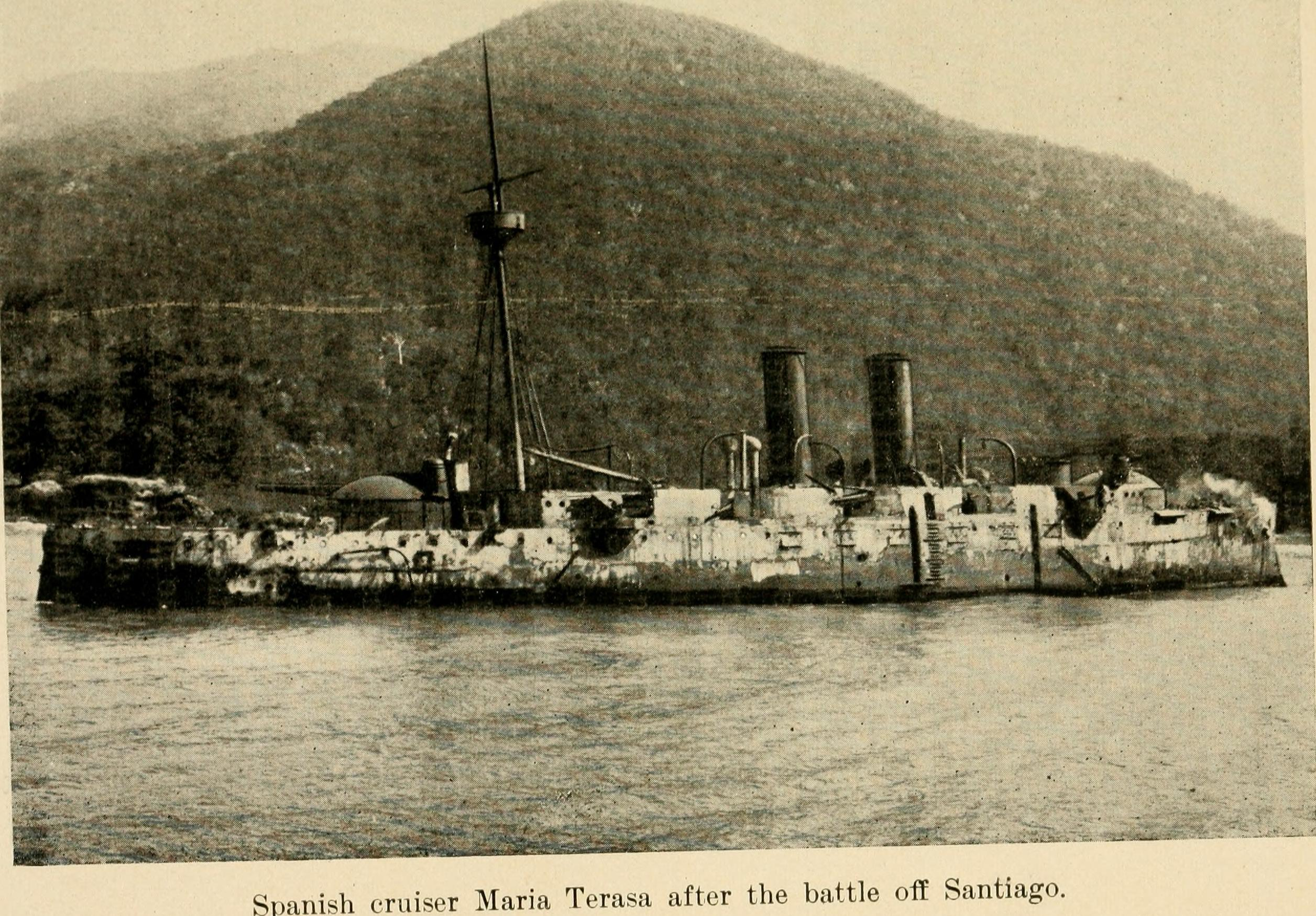
Wrak van de Infanta Maria Teresa

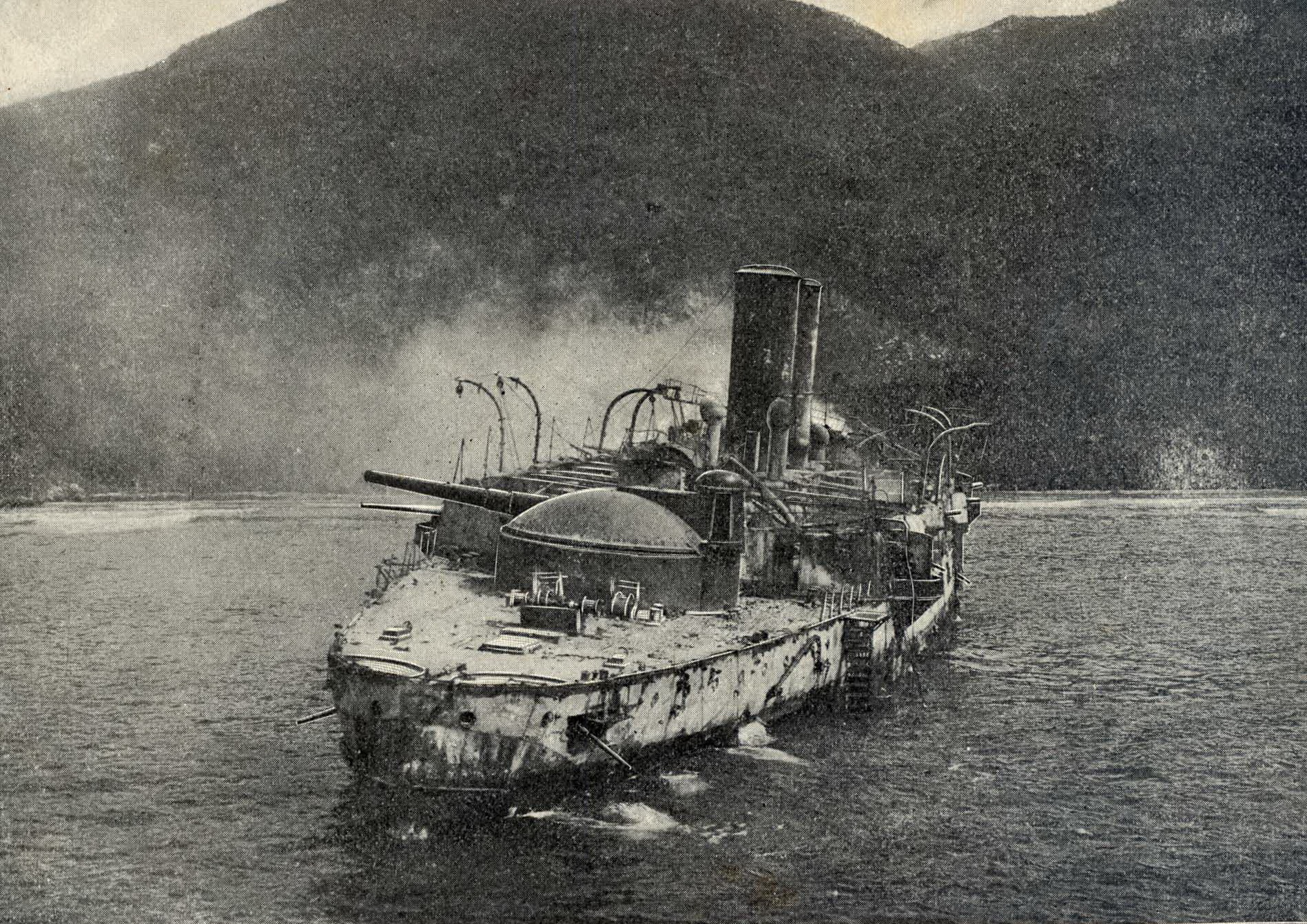
Wrak van de Almirante Oquendo

De Slag bij Santiago de Cuba was een zeeslag tussen de Spaanse en Amerikaanse marine die plaatsvond op 3 juli 1898. De slag leidde tot een glansrijke overwinning voor de Verenigde Staten, het hele Spaanse eskader werd vernietigd. De slag was een belangrijk onderdeel in de Spaans-Amerikaanse Oorlog.

## Aanloop
Op 25 april 1898 verklaarde de Verenigde Staten aan Spanje de oorlog. De Amerikaanse marine kreeg het bevel de havens van Cuba te blokkeren. Twee vlooteenheden, een onder bevel van rear admiral William T. Sampson en de andere onder leiding van commodore Winfield Scott Schley kwamen in actie. Sampson had zijn thuisbasis in Key West en op 12 mei kwam zijn vloot aan bij Puerto Rico. Hier trof hij geen Spaanse marineschepen aan. Zijn schepen vuurden een paar schoten af op de kustverdediging en voeren verder naar Haïti. Ook hier was geen Spaanse aanwezigheid en Sampson besloot terug te varen naar Key West. Schley vertrok met zijn schepen uit Hampton Roads. Hij patrouilleerde voor de Amerikaanse oostkust om een eventuele Spaanse aanval tegen te gaan. Toen duidelijk werd dat hiervan geen sprake zou zijn, verlegde hij de koers naar Key West. Sampson en Schley arriveerden daar allebei op 18 mei.
Op 29 april was het Spaanse squadron onder bevel van vice-admiraal Pascual Cervera y Topete vertrokken van Kaapverdië naar San Juan. Onderweg deden ze het Franse Martinique aan gevolgd door Curaçao om steenkolen te bunkeren. Frankrijk verbood toegang tot de haven en alleen Nederland stond een bescheiden levering van steenkool toe. Op 15 mei vertrokken de schepen weer. San Juan was inmiddels geblokkeerd door de Amerikaanse marine. De route werd verlegd naar Santiago de Cuba aan de zuidoostkust van Cuba, waar ze op 19 mei aankwamen. 
Sampson en Schley kregen nieuwe orders. Schley moest zijn vloot naar de zuidkust van Cuba brengen en Cienfuegos blokkeren. Hier lag een belangrijke spoorlijn naar Havana. Tijdens de reis werd duidelijk dat de Cervera en zijn vloot waren gearriveerd in Santiago de Cuba. De orders aan Schley werden herzien, zijn vloot moest Santiago de Cuba blokkeren en met enige vertraging kwam hij daar aan op 29 mei. Het Spaanse squadron verbleef in de Baai van Santiago de Cuba en de uitgang naar open zee was daarmee geblokkeerd. Het Spaanse pantserschip Cristóbal Colón werd verankerd in het toegangskanaal tussen de haven en de open zee. Samen met de kustbatterijen beveiligden ze de toegang tot de haven. Op 31 mei om 14:00 uur openden de Amerikaanse slagschepen USS Iowa en USS Massachusetts en kruiser USS New Orleans het vuur. De Cristóbal Colón en de kustartillerie schoten terug. De Amerikanen hielden op met vuren om 14:10 uur en de Spanjaarden 50 minuten later. Aan beide kanten vielen geen slachtoffers mede vanwege de grote afstand waarop de schepen elkaar bestookten. Op 1 juni arriveerde ook Sampson met zijn schepen.
Sampson was de hogere in rang en voerde het bevel. Hij splitste de vloot in twee eenheden. Onder Schley vielen de USS Brooklyn, USS Massachusetts, USS Texas, USS Marblehead, USS Gloucester en een gewapend jacht USS Vixen. Sampson kreeg de USS New York, USS Iowa, USS Oregon en twee kleinere schepen, de USS Mayflower en USS Porter. De schepen kwamen in een halve cirkel op zo’n zes zeemijl voor de monding van de baai te liggen. In de nacht van 2 op 3 juni werd een Amerikaanse kolenschip, de USS Merrimac, in de toegang tot Santiago de Cuba tot zinken gebracht om de vaarweg te blokkeren. Het schip werd vroegtijdig opgemerkt en door de Spanjaarden beschoten. Ze zonk, maar niet op de juiste plaats waardoor de vaarweg open bleef. De achtkoppige bemanning kwam in Spaanse handen en zij bleven de rest van de oorlog krijgsgevangen.
De blokkade duurde voort en af en toe beschoten de Amerikaanse schepen de Spaanse marineschepen en de kustversterkingen. Op 22 juni waren Amerikaanse soldaten aan land gezet en zij trokken op naar de havenplaats. Begin juli dreigden zij de stad te veroveren. Op 1 juli besloot Cervera zijn squadron naar open zee te leiden om de blokkade te doorbreken. Cervera had besloten dat de Infanta María Teresa, met hem aan boord, het snelste Amerikaanse schip, de gepantserde kruiser USS Brooklyn, zou aanvallen. Door deze afleiding zou de rest van het squadron kunnen ontsnappen door in open zee naar het westen te varen.

## De zeeslag
Op 3 juli 1898 om ongeveer 08:45 uur vertrokken de Spaanse schepen achter elkaar in lijn. Vooraan voer de Infanta María Teresa achtereenvolgens gevolgd door de pantserkruiser Vizcaya, Cristóbal Colón, Almirante Oquendo en de torpedobootjagers Furor en Plutón. Het Amerikaanse squadron zag de Spaanse schepen naderen omstreeks 09:30 uur en de zeeslag begon. Sampson was vroeg die ochtend vertrokken met de USS New York, hij was op weg naar generaal Shafter, de bevelvoerder van de soldaten aan land, voor overleg. Hij hoorde het kanongebulder toen de Spaanse schepen de zee bereikten en liet het schip keren om bij de rest van de vloot te komen. Schley voerde in Sampsons afwezigheid het bevel. 
Terwijl Infanta María Teresa en Vizcaya de USS Brooklyn aanvielen, draaiden de overige schepen naar het westen. Alleen het gewapende jacht USS Vixen blokkeerde de weg naar open zee. Het Amerikaanse squadron zette de achtervolging in. Na enkele kleine successen aan de Spaanse kant kregen de Amerikanen de overhand. Hun bewapening was superieur en ze plaatsten treffers op de Spaanse schepen. Om een volledige ondergang te voorkomen zetten de Spaanse schepen zich vast op ondiepten, als eerste de Infanta María Teresa gevolgd door de Almirante Oquendo en om 11:06 uur draaide de Vizcaya hard naar stuurboord en zette zich vast aan land.
De twee Spaanse torpedobootjagers waren inmiddels gezonken en alleen de Cristóbal Colón voer verder en leek te ontsnappen. Ze was het snelste schip van beide kanten in de strijd, was goed gepantserd en beter bewapend dan haar voormalige squadrongenoten. Ze had slechts treffers van kleine granaten gekregen en ze maakte 15 knopen (28 km/u). Het snelste en dichtstbijzijnde Amerikaanse schip, USS Brooklyn, lag tien kilometer achterop. Alle Amerikaanse schepen zetten de achtervolging in.
Na een uur had Cristóbal Colón veel steenkool verstookt en was genoodzaakt de snelheid te verlagen. De Amerikaanse schepen liepen in en om 12:20 uur openden ze het vuur. Het Spaanse pantserschip werd zes keer geraakt. De voorsprong was minder dan twee kilometer geworden en kapitein Emilio Díaz-Moreu y Quintana besloot dat de vlucht voorbij was. Om levens van de bemanning te redden, zette hij het schip op het strand van La Mula aan de monding van de Turquino-rivier op zo'n 78 kilometer ten westen van Santiago. Dit gebeurde om 13:15 uur en dit was tevens het einde van de slag.
Een klein aantal Spaanse bemanningsleden vluchtten naar land, maar er waren Cubaanse opstandelingen in de buurt, die op de overlevenden schoten. Anderen matrozen werden opgepikt door de Amerikaanse marine. Van de bijna 2400 Spaanse bemanningsleden werden er 343 gedood en raakten er 151 gewond. Zo’n 1900 man werd door de Amerikanen krijgsgevangen gemaakt, waaronder Cervera. De schade aan de Amerikaanse schepen was minimaal.

## Huidige positie wrakken
De Cristóbal Colón zonk bij een bergingspoging nabij het strand van La Mula in Corral del Rio op 78 km van Santiago de Cuba (19°56'39.6"N 76°46'04.7"W).
De Almirante Oquendo zonk door de aanval nabij het dorpje Juan Gonzáles op een paar km van Santiago de Cuba (19°57'38.3"N 75°59'36.7"W).

## Naslagwerken
- (en)  Dawson, Joseph G. III William T. Sampson and Santiago: Blockade, Victory, and Controversy Naval Institute Press, Annapolis, MD (1993)
- (en)  Feuer, A. B. The Spanish–American War at Sea: Naval Action in the Atlantic. Westport, Connecticut (1995)
- (en)  Hendrickson, Kenneth E. The Spanish–American War, Greenwood Press, Westport, Connecticut (2003) ISBN 0313136627
- (en)  Leeke, Jim Manila and Santiago: The New Steel Navy In The Spanish–American War, Naval Institute Press, Annapolis, MD (2009)
- (en)  Nofi, Albert A. The Spanish–American War, 1898, Combined Books, Conshohocken, Pennsylvania (1996) ISBN 0938289578
- (en)  Trask, David F. The War with Spain in 1898, Macmillan, New York (1981)
- (es)  Navarro García, Luis Las guerras de España en Cuba, Ediciones Encuentro, Madrid (1998) ISBN 978-8474904741
- (es)  Rodríguez González, Agustín R. Operaciones de la guerra de 1898: Una revisión crítica. Editorial Actas, Madrid (1998) ISBN 978-8487863721